# Organización territorial de España
La organización territorial de España en un Estado unitario regional o, como se le conoce por sus particularidades, en un Estado autonómico, está basada en lo que indica el artículo 2 de la Constitución de 1978, que declara «la indisoluble unidad   española» y «garantiza el derecho a la autonomía de las nacionalidades y regiones que la integran y la solidaridad entre todas ellas». Este artículo está desarrollado por el Título VIII sobre la organización territorial del Estado, cuyo artículo 137 establece:

El Estado se organiza territorialmente en municipios, en provincias y en las Comunidades Autónomas que se constituyan. Todas estas entidades gozan de autonomía para la gestión de sus respectivos intereses.
Artículo 137 de la Constitución española de 1978.

Tras los pactos autonómicos de 1981 y 1992, España se vertebra en 17 comunidades autónomas (una de ellas comunidad foral) y dos ciudades autónomas. 
Comunidades autónomas:
 Andalucía
 Aragón
 Asturias
 Canarias
 Cantabria
 Castilla-La Mancha
 Castilla y León
 Cataluña
 Comunidad Valenciana
 Extremadura
 Galicia
 Islas Baleares
 La Rioja
 Comunidad de Madrid
 Región de Murcia
 País Vasco
 Navarra
Ciudades autónomas de:
 Ceuta
 Melilla
Así como unos territorios situados en el norte de África conocidos como plazas de soberanía (islas Chafarinas, islas Alhucemas y el peñón de Vélez de la Gomera), administrados directamente por el Gobierno español. Existe una isla en el río Bidasoa, en la frontera franco-hispana, que cada seis meses está bajo la soberanía de cada uno de esos países; es la isla de los Faisanes, el condominio más pequeño del mundo.
Cada comunidad autónoma está formada por una o varias provincias, hasta un total de 50 en todo el territorio nacional. A su vez, cada provincia está dividida en un número variable de municipios, que en toda España suman un total de 8132. Los municipios son las entidades territoriales básicas en la organización territorial de España. Existen otras entidades territoriales con personalidad jurídica que consisten en agrupaciones de municipios (comarca / mancomunidad de municipios) o en entidades de rango inferior al municipio, conocidas como entidades locales menores.
Así pues, España se divide judicialmente en municipios, partidos judiciales, provincias y comunidades autónomas. Un partido judicial puede estar compuesto por varios municipios. Esta distribución se establece en la Ley 38/1988, de 28 de diciembre, de demarcación y planta judicial.

## Historia
La historia de la organización territorial de España comienza en el siglo XVI con la unión dinástica de la corona de Aragón y la corona de Castilla, la conquista del reino de Navarra y del reino de Granada.

## Construcción del Estado de las autonomías
La Constitución española de 1978 no establece un modelo territorial acabado, sino que configura lo que Jesús Leguina Villa denominó "Estado unitario regionalizable", es decir, un Estado que permitía el acceso a la autonomía de las nacionalidades y regiones, estableciendo para ello una serie de procedimientos que darían lugar a una posterior regionalización de la totalidad del territorio. El nuevo modelo de Estado políticamente descentralizado fue construido en los años posteriores a la promulgación de la Constitución.
La Constitución establecía dos formas de acceder a la autonomía: la vía lenta, establecida en el artículo 143, y la vía rápida, establecida en el artículo 151. La vía rápida permitía obtener un mayor nivel de autogobierno desde el principio pero tenía unos requisitos más exigentes que la vía lenta. Las comunidades que se formaban mediante la vía lenta no disponían de todas las competencias al momento de constituirse y debían esperar cinco años para poder recibir el resto de competencias que no fueran exclusivas del Estado.
Entre diciembre de 1979 y febrero de 1983 se constituyeron las diecisiete comunidades autónomas y se aprobaron sus respectivos estatutos de autonomía.

## Principios de la administración territorial
- Principio de autonomía: la Constitución dota de autonomía a estos entes, pero el Estado es el único soberano. Las comunidades autónomas tienen potestades legislativas y autonomía política dentro de sus competencias y territorio. La administración local tiene facultad para la gestión de sus intereses, pero no tiene capacidad legislativa.
- Principio de participación democrática: las instituciones se eligen a través de elecciones democráticas por sufragio universal, libre, secreto y directo.
- Principio de autonomía financiera: los entes territoriales dispondrán de los medios suficientes para el desempeño de las funciones que la ley les atribuye y se nutren de tributos propios y de su participación en tributos del Estado y de las comunidades autónomas.
- Principio de solidaridad: el Estado debe garantizar la realización principio de solidaridad, estableciendo un equilibrio económico adecuado. Para ello se crea el Fondo de Compensación Interterritorial, dotado en los Presupuestos Generales del Estado y que se vincula a proyectos que promueva el crecimiento de la renta.

## Comunidades autónomas

Comunidades autónomas y ciudades autónomas.

El territorio español está dividido en diecisiete comunidades autónomas. Cada comunidad autónoma cuenta con un Gobierno autonómico, una Asamblea autonómica legislativa y un Estatuto de autonomía que establece la denominación, el territorio, el modelo organizativo y las competencias que la comunidad asume.
La Constitución española de 1978 no determinó cuáles debían ser las comunidades autónomas, sino que estableció una serie de procedimientos para la formación de las mismas a partir de las provincias españolas. Entre 1979 y 1983 se constituyeron las diecisiete comunidades autónomas. En orden de accesión a la autonomía, las comunidades autónomas son: País Vasco, Cataluña, Galicia, Andalucía, Asturias, Cantabria, La Rioja, Región de Murcia, Comunidad Valenciana, Aragón, Castilla-La Mancha, Canarias, Navarra, Extremadura, Baleares, Comunidad de Madrid y Castilla y León. Ceuta y Melilla quedaron configuradas como ciudades autónomas (en resumen; poseen competencias superiores a las de un municipio español ya que pueden decretar regulaciones ejecutivas, pero inferiores a las de una comunidad autónoma puesto que no tienen cámaras legislativas propiamente dichas).

## Provincias

Provincias.

El ordenamiento constitucional configura a la provincia como una figura determinada por la agrupación de municipios dentro de unos límites territoriales, cuya modificación exige Ley Orgánica. La Constitución plantea un papel múltiple para la provincia. De esta manera, no sólo es un ente local, con personalidad jurídica propia y autonomía en la gestión de sus intereses, sino que también cumple la función de división territorial para el cumplimiento de las actividades del Estado, así como la tarea de servir como circunscripción electoral.
Como ente autónomo, su gobierno y administración es atribuido por la Constitución a una Corporación de carácter representativo, normalmente una Diputación Provincial. La Ley de Bases de Régimen Local desarrolla tales previsiones, señalando que la Diputación constará de Pleno, Junta de Gobierno, Presidente y Vicepresidente.
Además de Navarra, Álava, Vizcaya y Guipúzcoa son provincias con Fueros, por lo que tienen una Diputación Foral y gestionan la recaudación de impuestos.

## Municipios

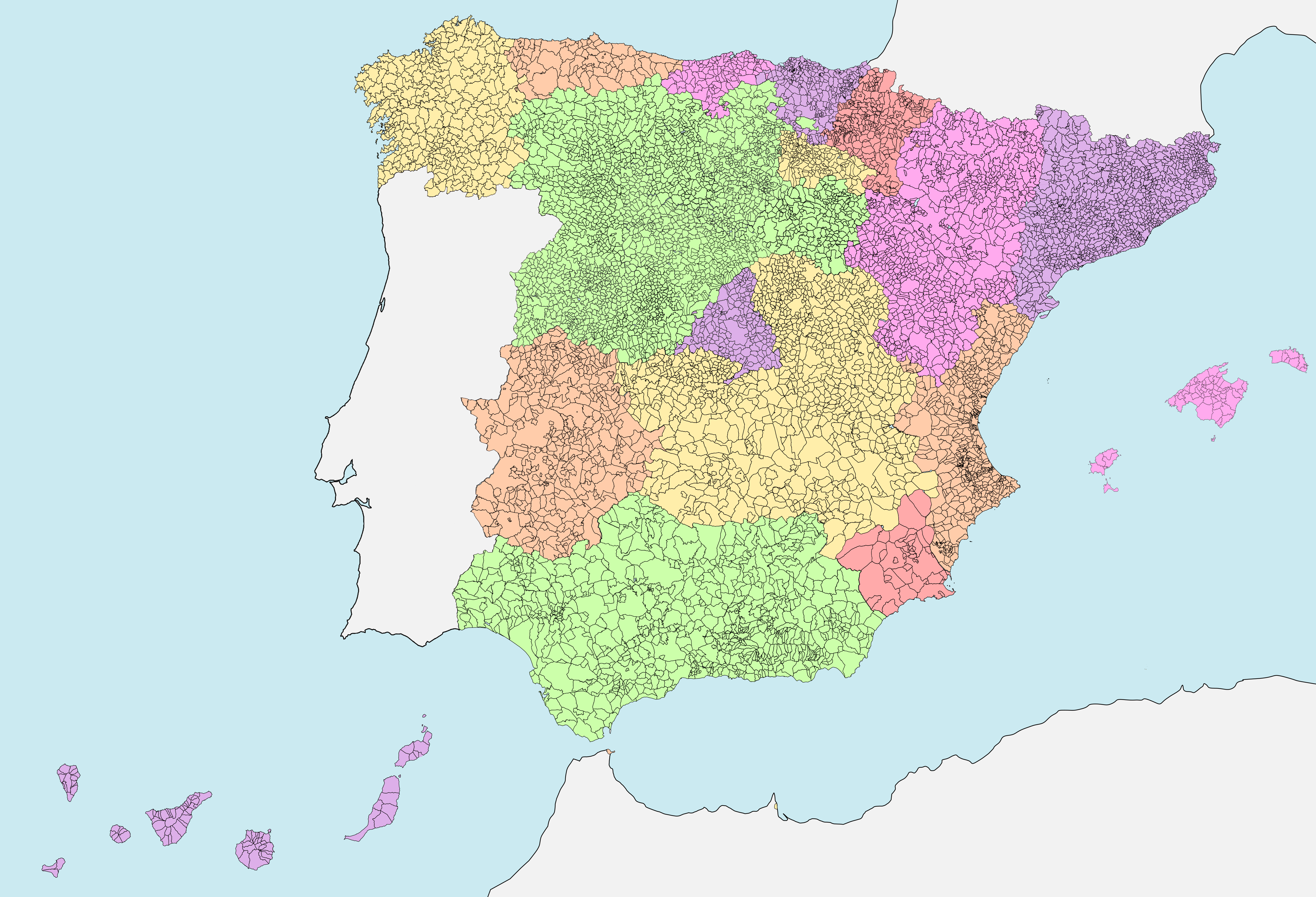
Municipios.

El Municipio es una Administración Pública que se asienta sobre el territorio del término municipal, gozando de personalidad jurídica propia y autonomía para la gestión de sus respectivos intereses.
La autonomía local ha sido objeto de numerosa jurisprudencia por parte del Tribunal Constitucional, que ha tratado de perfilar un ámbito competencial propio y compatible con el poder del Estado General y la comunidad autónoma en que se sitúa.